# La Chicagua
La Chicagua är en ort i Mexiko.   Den ligger i kommunen Zimatlán de Álvarez och delstaten Oaxaca, i den sydöstra delen av landet, 400 km sydost om huvudstaden Mexico City. La Chicagua ligger 1 503 meter över havet och antalet invånare är 108.
Terrängen runt La Chicagua är kuperad åt nordväst, men åt sydost är den platt. Runt La Chicagua är det ganska tätbefolkat, med 172 invånare per kvadratkilometer. Närmaste större samhälle är Santa Cruz Xoxocotlán, 19,8 km norr om La Chicagua. Omgivningarna runt La Chicagua är en mosaik av jordbruksmark och naturlig växtlighet.